# Атяшевське сільське поселення
Атя́шевське сільське поселення (рос. Атяшевское сельское поселение) — муніципальне утворення у складі Атяшевського району Мордовії, Росія. Адміністративний центр — село Атяшево.

## Історія
Станом на 2002 рік існували Атяшевська сільська рада (села Атяшево, Батушево), Капасовська сільська рада (село Капасово, присілок Пашино), Селищенська сільська рада (села Алашеєвка, Селищі, присілок Орловка) та Ушаковська сільська рада (села Сосуновка, Ушаковка, присілки Макалейка, Ребровка, Чамзінка, селище Бобоїдово).
17 травня 2018 року було ліквідовано Капасовське сільське поселення, його територія увійшла до складу Атяшевського сільського поселення.
24 квітня 2019 року було ліквідовано Селищинське сільське поселення та Ушаковське сільське поселення, їхні території увійшли до складу Атяшевського сільського поселення.

## Населення
Населення — 2900 осіб (2019, 3794 у 2010, 4360 у 2002).

## Склад
До складу поселення входять такі населені пункти:
| Населений пункт     | Населення, осіб (2002) | Населення, осіб (2010) |
| ------------------- | ---------------------- | ---------------------- |
| Алашеєвка, село     | 345                    | 273                    |
| Атяшево, село       | 1648                   | 1490                   |
| Батушево, село      | 857                    | 842                    |
| Бобоїдово, селище   | 4                      | 2                      |
| Капасово, село      | 497                    | 385                    |
| Макалейка, присілок | 19                     | 10                     |
| Орловка, присілок   | 13                     | 1                      |
| Пашино, селище      | 3                      | 0                      |
| Ребровка, присілок  | 3                      | 0                      |
| Селищі, село        | 410                    | 309                    |
| Сосуновка, село     | 293                    | 241                    |
| Ушаковка, село      | 238                    | 216                    |
| Чамзінка, селище    | 30                     | 25                     |